# An den gecreutzigten Jesum
An den gecreutzigten Jesum ist ein Sonett von Andreas Gryphius. Es wurde erstmals 1637 in Gryphius’ erster Sonettsammlung im polnischen Lissa gedruckt, eines der 31 Lissaer Sonette. Es ist dort das vierte der fünf geistlichen Sonette, die die Sammlung eröffnen. Man hat es ein „Meisterwerk“ genannt, den Höhepunkt der geistlichen Sonette.

## Entstehung und Überlieferung
Gryphius hat die Lissaer Sonette ab 1634 in Danzig während des Besuchs des dortigen Akademischen Gymnasiums und anschließend auf dem Gut seines Gönners Georg Schönborner (1579–1637) in der Nähe des niederschlesischen Freystadt geschrieben. Er hat später immer wieder an ihnen gefeilt. So ist „An den gecreutzigten Jesum“ zu seinen Lebzeiten zu vier weiteren Auflagen gekommen, 1643, 1650, 1657 und 1663. Die Lissaer Fassung hat zunächst Victor Manheimer 1904, dann Marian Szyrocki 1963 neu gedruckt, die 1663er Ausgabe letzter Hand unter anderen Thomas Borgstedt 2012. Aus Szyrockis und Borgstedts Ausgaben stammen die folgenden Texte.

## Text
An den am Creutz auffgehenckten Heyland. (1637)

Hier wil Ich gantz nicht weg: Laß alle Schwerter klingen /

Setz Spiß vnd Sebel an / brauch aller Waffen macht /

Brauch Fewr / vnd was die Welt für vnerträglich acht /

Mich soll von Christi Creutz kein Todt noch Teuffel dringen.

Ob mich gleich Ach und Noth / Angst / Weh / vnd Leid umbringen /

Ob Erd vnnd Meer gleich reist / ob schon des Donners Macht

Mit dunckelrothem Plitz auff meinem Häupte kracht /

Vnd sambt dem Himmel fält; doch wil Ich frölich singen

Für dir mein trawtes Hertz; diß meiner Armen Band /

Sol von deim Creutz vnd Leib nie werden abgewand /

Hier wil Ich / wenn Ich sol den matten Geist auffgeben /

Du aber der du hoch am Holtz stehst auffgericht /

HErr JEsu / neig herab dein bluttig Angesicht:

Vnd heiß durch deinen Todt im Todt mich Ewig leben.
An den gecreutzigten JEsum.

Sarbievii: Hinc ut recedam. (1663)

HIr wil ich gantz nicht weg! laß alle Schwerdter klingen!

Greiff Spiß und Sebel an! brauch aller Waffen Macht

Vnd Flamm’ / und was die Welt für unerträglich acht.

Mich sol von disem Creutz kein Todt / kein Teufel bringen.

Hir wil ich / wenn mich Ach und Angst und Leid umbringen /

Wenn Erd und Meer auffreisst / ja wenn der Donner Macht /

Mit dunckel-rotem Blitz auff meinem Kopffe kracht /

Ja wenn der Himmel fällt / hir wil ich frölich singen.

Weil mir die Brust noch klopfft / auch weder dort noch hir /

Vnd nun und ewig sol mich reissen nichts von dir.

Hir wil ich / wenn ich soll / den matten Geist auffgeben.

Du aber / der du hoch am Holtz stehst auffgericht;

HErr JEsu / neig herab dein bluttig Angesicht /

Vnd heiß durch deinen Tod im Tod mich ewig leben!

## Interpretation
Das Gedicht ist wie alle Lissaer Sonette in Alexandrinern geschrieben und wie alle bis auf eines mit dem Reimschema ABBA ABBA für die Quartette und CCD EED für die Terzette. Die Verse mit den „A“- und „D“-Reimen sind dreizehnsilbig, die Reime weiblich, die Verse mit den „B“-, „C“- und „E“-Reimen sind zwölfsilbig, daher hier entsprechend den Ausgaben von Szyrocki und Borgstedt eingerückt, die Reime männlich.
Die Deutung geht von der Lissaer Fassung aus, bezieht aber die jüngste Fassung jeweils ein.
„Andreas Gryphius – Philosoph und Poet unter dem Kreuz“ hat Mauser ein Interpretationsbuch betitelt. In der Gestalt des gekreuzigten Christus laufen für den strengen, fest zur Augsburger Konfession stehenden Lutheraner Gryphius die Koordinaten der heilsgeschichtlichen Ordnung zusammen.

### Erstes Quartett
„Hier wil ich gantz nicht weg:“, später mit dem Ausrufungszeichen in „HIr wil ich gantz nicht weg!“ noch lauter: Selbstgewiss, unmissverständlich, wie mit einem Posaunenruf platziert Gryphius gleich zu Anfang sein Leben und Wirken unter das Kreuz, zu Füßen Jesu, der „hoch am Holtz“ sein blutiges Angesicht neigen möge. Die Wortstellung hat etwas Hartes, Trotziges. Jede Silbe wiegt schwer, gerade auch die gemäß dem jambischen Versfuß metrisch unbetonten Wörter „Hier“ und „nicht“. Der Halbvers macht den Ort des Ich auch im Schriftbild augenfällig: Das „Hier“ kommt unter die Überschrift und damit unter „den am Creutz auffgehenckten Heyland“ zu stehen. Der Ort des Gedichts ist der Ort unter dem Kreuz.
Dieser Ort ist ein Ort der Bedrängnis, der Angst und des Todes. Die Kriegsmetaphorik in den vier einander Schlag auf Schlag folgenden Imperativsätzen symbolisiert das Ausmaß der Bedrohung. Doch das Ich ist gewillt, sie zu bestehen. „Bekennend schließt das Quartett mit einem in sich bis zum äußersten gespannten Satz: Vor dem Glauben an Christi Kreuz haben Tod und Teufel keine Macht.“

### Zweites Quartett
Das zweite Quartett führt zunächst die Schilderung der Bedrängnis weiter – die Substantivhäufung „Ach vnd Noth / Angst / Weh / vnd Leid“ wird konkretisiert in den Elementargewalten Erdbeben, Donner und Blitz. Dann aber setzt eine Gegenbewegung ein, die das Bekenntnis erneut ausspricht. In der Lissaer Fassung wird dabei nur das „wil ich“ des ersten Verses bekräftigend wiederholt. In der 1663er Fassung gerät die Bekräftigung eindrucksvoller, weil alle drei Eingangsworte „HIr wil ich“ schon zum zweiten Mal wiederholt werden (Vers 5 und Vers 8). „doch wil Ich frölich singen / Für dir mein trawtes Hertz“ erinnert an Kirchenliedklänge.

### Erstes Terzett
Im ersten Terzett der Lissaer Fassung erinnert „diß meiner Armen Band / Sol von deim Creutz vnd Leib nie werden abgewand“ an Bilder Maria Magdalenas etwa im Isenheimer Altar, wie sie unter dem Kreuz Jesu (Joh 19,25 ) die Arme ringt. Mit „Hier wil Ich“ wird der Gedichtanfang zum letzten Mal wiederholt (Vers 11), mit „Hier wil Ich / wenn Ich sol den matten Geist auffgeben“ die letzte Konsequenz des Stehens unter dem Kreuz einbegriffen. „Vom Hier und Jetzt der Anfechtung weitet sich die Dimension zum Bereich des Überzeitlichen und Ewigen.“

### Zweites Terzett
Mit dem zweiten Terzett endet das Gedicht in glaubensstarker Todesbereitschaft. Der Satzfluss ist ruhig und gemessen. „Ernst, ja feierlich erklingen die Worte des Dichters, die er an den Gekreuzigten richtet mit der Bitte um Erlösung.“ „In der Ruhe und Sicherheit dieser drei Schlußzeilen liegt ein besonderer Kontrast zu den aufgeregten, stark apostrophierten und mit Imperativen überhäuften Eingangsstrophen, so daß das Sonett als Ganzes von stärkster Wirkung ist.“ Die Antithese „hoch“ – „neig herab“ macht den Unterschied der Sphären Jesu und des Ich fühlbar: Jesus ins Jenseits ragend, das Ich erdgebunden. Die dritte Zeile des ersten Terzetts und das zweite Terzett sind die einzigen Teile, die Gryphius bei den Überarbeitungen unverändert gelassen hat.

### Das Ganze
Im Titel der Lissaer Fassung wird der Gekreuzigte „Heyland“ genannt, der Heil bringende Gottessohn. So ist das Gedicht von der Hoffnung auf Erlösung gerahmt, vom Beinamen des Erlösers am Beginn und der Bitte „Vnd heiß durch deinen Todt im Todt mich Ewig leben“ am Ende. Kreuzigung und Erlösung, urteilt Wolfram Mauser, stünden in dem Sonett in unmittelbarem sachlichen und optischen Zusammenhang. Das insistierende „Hier wil Ich“, die Ichform der Aussage, die metaphorische Aufgipfelung in jeder Strophe seien rhetorische Mittel, um die wechselseitige Bedingtheit der Kreuzigung Christi und der Erlösung des Menschen zu ewigem Leben dichterisch zu vergegenwärtigen. Auch Friedrich-Wilhelm Wentzlaff-Eggebert sieht in dem Gedicht eine glückliche Übereinstimmung von Inhalt und Form.

## Lateinische Anregung: Maciej Sarbiewski
Von der 1650er Auflage an fügte Gryphius dem inzwischen gekürzten Gedichttitel hinzu „Sarbievii: Hinc ut recedam“. Damit gab er das Sonett als die Übersetzung oder Nachdichtung eines neulateinischen Gedichtes des polnischen Jesuiten Maciej Sarbiewski zu erkennen. Sarbiewski war damals einer der populärsten lateinisch schreibenden Dichter in Europa. „Hinc ut recedam“ stammt aus seiner Gedichtsammlung Lyricorum libri IV, die 1634 in Antwerpen mit einem Frontispiz von Peter Paul Rubens gedruckt worden war. Gryphius mag das Werk in der Bibliothek Georg Schönborners kennengelernt haben. Er mag die Beziehung zu Sarbiewski zunächst verschwiegen haben, um seine lutherischen Glaubensgenossen nicht zu reizen, später offenbart haben, um sich die einflussreichen Jesuiten in seiner Vaterstadt Glogau gewogen zu machen. Der Zusatz „sollte vielleicht heißen: ‚Seht, wir Protestanten schätzen euch sehr hoch ein und sind für das friedliche Zusammenleben.‘“ Das lateinische Gedicht ist hier nach Friedrich-Wilhelm Wentzlaff-Eggebert wiedergegeben, die Übersetzung nach Wolfram Mauser.
00000000Ad pedes CHRISTI in cruce morientis

0000000000000000Auctor provolutus.

00000000Hinc ut recedam, non trucis ferri minae,

000000000000 Non nudus ensium timor,

00000000Unquam revellent a tua JESU cruce

000000000000Hoc multa fleturum caput.

00000000Me teque tellus inter & caelum ruat,

000000000000Versique tempestas maris,

00000000Mixtusque flammis nimbus, & ter igneis

000000000000Caducus aer imbribus:

00000000Jacebo fixum pondus, & certum mori,

000000000000Suique non usquam ferens;

00000000Tuosque clavos & tuas amantibus

000000000000Ligabo plantas brachiis.

00000000At tu sereno, nam potes, vultu tuum

000000000000Tuere, JESU, supplicem:

00000000Et hoc, Patri quem reddis, haud evanido

000000000000Me stringe paullum spiritu.
0000Der zu Füßen des am Kreuze sterbenden CHRISTUS

000000000000darniederliegende Dichter.

00000000Hier soll ich weichen? Nicht grimmer Klage Drohn,

000000000000Nicht nackte Angst vor Schwertern

00000000Reißen je von deinem Kreuz, o JESU,

000000000000Mein von Tränen reiches Haupt.

00000000Mag stürzen Himmel und Erde zwischen Dich und mich

000000000000Und ein Regensturm groß wie das Meer,

00000000Eine flammende Wolke und dreimal feuriger

000000000000Luftstrom wie ein Regenguß:

00000000Ich werde liegen fest, entschlossen zum Tod

000000000000Und nirgendwohin mehr gehn;

00000000Und Deine Nägel und Füße werde ich

000000000000Mit liebenden Armen umschlingen.

00000000Doch Du, denn Du vermagst es, blicke mit heiterem Antlitz,

000000000000O JESU, auf Deinen demütig Bittenden:

00000000Und mit Deinem nie vergehenden Geist, den Du

000000000000Dem Vater zurückgibst, streife mich doch nur ein wenig.
Gryphius’ Sonett ist gegenüber dem sechzehnzeiligen lateinischen Vorläufer stellenweise recht frei gestaltet, doch fehlen auch fast wörtliche Übertragungen nicht. Den ersten acht Versen des lateinischen Gedichts entsprechen inhaltlich die beiden Quartette des Sonetts. Aus den Versen „Tuosque clavos & tuas amantibus / Ligabo plantas brachiis“ – „Und Deine Nägel und Füße werde ich / Mit liebenden Armen umschlingen“ wird „diß meiner Armen Band / Sol von deim Creutz vnd Leib nie werden abgewand“.
Auch im lateinischen Gedicht, schreibt Szyrocki, sei die Form voll und ganz gemeistert. Doch sei das Versmaß zu fließend, zu glatt, um mit voller Kraft das Bekenntnis zur Nachfolge Christi auszudrücken. Gryphius gelinge es, diese Schwäche zu beheben. Ähnlich urteilt Wentzlaff-Eggebert. Im lateinischen Original rufe die Gedankenfolge nicht den Eindruck einer untrennbaren Verbundenheit des Dichters mit dem gekreuzigten Christus hervor. Das ganze Gedicht verspreche an Ausdruck gläubiger Hingabe mehr, als es halte. Karl Otto Conrady spricht von einer „Intensivierung“ durch Gryphius. Mauser errechnet, dass Gryphius 70 % mehr Worte bringt in einem nur 10 % längeren Gedicht. „Das heißt aber: Er ‚weitet die Sprache‘ nicht ‚aus‘, sondern komprimiert sie extrem und bringt so weit mehr ‚Nennungen‘ in einem versteiften Sprachkörper von höherem spezifischen Gewicht unter. Er bereichert qualitativ, nicht quantitativ, was letztlich der Grund für die beobachtete ‚Intensivierung‘ ist.“
Obwohl der heilsgeschichtliche Ort des Menschen im Bekenntnis der lutherischen wie der römisch-katholischen Kirche, bei Sarbiewski wie Gryphius, unter dem Kreuz ist, spricht nach Mauser aus den beiden Gedichten eine verschiedene Theologie. Sarbiewski bittet in den letzten Versen um eine leichte Berührung – „Me stringe paullum“ – mit dem Geist Christi, der im Sinne der katholischen Rechtfertigungslehre die Fähigkeit verleiht, sich von Sünden zu reinigen und ins ewige Leben einzugehen. Diese Bitte fehlt bei Gryphius, der im Sinne der lutherischen Rechtfertigungslehre ausschließlich um die Erlösung durch Jesu Kreuzestod und Gottes Gnade bittet – sola gratia. Das „serenus vultus“ – „heitere Antlitz“ Sarbiewskis sei Ausdruck katholischer Mystik, das „bluttig Angesicht“ Gryphius’ sei Ausdruck lutherischer Konzentration auf das Leiden Jesu.